# Al-Bab (distrikt)
al-Bab, formellt Mintaqat al-Bab (arabiska: منطقة الباب), är ett distrikt i Syrien. Det ligger i provinsen Aleppo, i den norra delen av landet, 300 kilometer norr om huvudstaden Damaskus. Antalet invånare är 201 589.